# Marzycielska Poczta
Marzycielska Poczta – akcja charytatywna polegająca na pisaniu listów do przewlekle chorych dzieci.

## Działanie akcji
Głównym celem akcji jest wspieranie psychiczne chorych dzieci poprzez wysyłanie im tradycyjnych listów. Na stronie internetowej Marzycielskiej Poczty znajdują się profile dzieci wraz z ich bezpośrednimi adresami domowymi. Przeglądać może je każdy, a zadaniem strony jest zachęcanie ludzi do wysyłania dzieciom pozdrowień.

### Marzycielska klasa
Sporą popularnością cieszą się akcje grupowego pisania do dzieci listów. Najczęściej do chorych dzieci wspólnie piszą klasy szkolne i grupy przedszkolne (również zagraniczne) pod opieką wychowawców. Zdarzają się również biblioteki, organizacje o charakterze religijnym, drużyny harcerskie oraz grupy nieformalne. Do dzieci pisali również klienci kawiarni

### Wakacyjna Poczta
W lipcu 2010 roku powstała strona Wakacyjna Poczta, której zadaniem było ułatwianie wysyłania do dzieci kartek z wakacyjnych wyjazdów. Została ona przygotowana specjalnie dla telefonów komórkowych, aby móc z niej korzystać z dala od domu, bez dostępu do komputera. Zawiera więc skrócone profile dzieci i jest „lekka”, nie obciążać transferu i szybko się wyświetla.

### Pocztowy podarek
Pocztowy podarek to akcja bazująca na Marzycielskiej Poczcie, której początki są czysto spontaniczne. Pasjonaci rękodzieła wysyłali drobne upominki do dzieci pozostających pod opieką Marzycielskiej. Z tego powodu założyciele Marzycielskiej Poczty zdecydowali stworzyć dodatkową stronę, na której będzie można zobaczyć prezenty nadesłane dzieciom.

### Wsparcie znanych ludzi
- Ewa Podolska i Marzena Mazur w lutym 2010 roku przygotowały audycję na antenie radia Tok FM, podczas którego słuchacze mogli drogą telefoniczną i mailową przekazywać swoje życzenia dla dwójki dzieci z Marzycielskiej Poczty, które następnie zostały wysłane do nich na bardzo dużych kartkach[12].
- Lucyna Malec za namową jednego z podopiecznych Marzycielskiej w lipcu 2010 roku wysłała do dzieci pocztówki[13]
- Marcin Hycnar i Przemysław Stippa w grudniu 2010 roku za namową jednego z podopiecznych Marzycielskiej również wysłali do dzieci kartki[14].
- Beata Pawlikowska w lutym 2011 roku wysłała do dzieci własnoręcznie ozdobione kartki oraz zdjęcia z autografem[15]
- Natasza Caban wysyłała do dzieci kartki ze swoich podróży[16]
- Anna Wyszkoni na początku 2011 roku podarowała Marzycielskiej Poczcie plakat ze słowami poparcia oraz autografy dla wszystkich dzieci[17].
- Zespół Panoramy podczas przygotowywania reportażu o jednym z chłopców napisał kartki do wszystkich dzieci objętych opieką Marzycielskiej[18].

## Historia
Pomysłodawca akcji, Tomasz Chmiel próbował wcielić swój pomysł w życie w 2007 roku. Wzorował się na amerykańskim Make A Child Smile i angielskim Post Pals. Nie udało mu się to jednak z powodu braku rodziców zainteresowanych taką formą pomocy dla ich dzieci. W lipcu 2009 roku opublikował na swoim blogu pomysł zorganizowania akcji pisania listów do chorych dzieci. Wówczas skontaktowała się z nim Weronika Mazurkiewicz i już 12 października 2009 roku wystartowała oficjalna strona „Marzycielskiej Poczty”. Do „Marzycielskiej” należało wówczas troje dzieci. Wkrótce rodzice zaczęli zgłaszać kolejne. 18 maja 2010 roku Marzycielska Poczta wspólnie z wydawnictwem Fabryka Słów ogłosiła konkurs polegający na fotografowaniu siebie z przesyłkami przygotowanymi dla dzieci. Nagrodami ufundowanymi przez wydawnictwo były komplety książek, plakaty oraz czasopisma. Konkurs zakończył się w Dzień Dziecka W czerwcu tego samego roku współzałożycielka akcji Weronika Mazurkiewicz została uhonorowana w plebiscycie 8 wspaniałych. Obecnie z tej formy pomocy korzysta 30 dzieci w różnym wieku (stan na luty 2011). W lutym 2011 roku wystartowała anglojęzyczna strona akcji Dream Post

### Fundacja „Dobry Uczynek”
1 października 2010 roku przez Tomasza Chmiela do Krajowego Rejestru Sądowego przez Sąd Rejonowy dla Krakowa-Śródmieścia została wpisana Fundacja „Dobry Uczynek”. Głównym celem tego posunięcia było unormowanie prawne „Marzycielskiej Poczty”, które daje możliwości szerszej promocji akcji i zbiórkę funduszy na jej przeprowadzenie. Do planów Fundacji należy również fundowanie konsoli do gier dla szpitali dziecięcych.

## Efekty akcji
Treść tej sekcji może nie być zgodna z zasadami neutralnego punktu widzenia.
Dokładniejsze informacje o tym, co należy poprawić, być może znajdują się w dyskusji tej sekcji.
 Po wyeliminowaniu niedoskonałości należy usunąć szablon  z tej sekcji.
Fundacja publikuje na swojej stronie internetowej pozytywne opinie adresatów swoich akcji, w tym zdjęcia z listami i kartkami w ramach podziękowań.

### Konsekwencje dla uczestników
Profesor Krystyna Popiołek w wypowiedzi dla Telewizji Silesia, uważa, że udział w akcji daje również duże korzyści osobom wysyłającym listy. Odczuwają one większy związek ze światem. Jeżeli udział w akcji uruchomi mechanizm polegający na zmianie sposobu myślenia o samym sobie („jestem osobą wrażliwą na cierpienie innych, skoro wysłałem kartkę choremu dziecku”), jego efektem może być poważniejsze zaangażowanie się w działalność charytatywną. Sprzyja temu fakt, że wysyłając list do chorego dziecka czujemy się w pełni „autorami chwili radości” podczas otwierania przez nie przesyłki. Wiemy dokładnie, komu pomagamy, a często możemy również dostrzec swoją kartkę na roześmianym zdjęciu danego dziecka.